# Baroh (Montasik)
Baroh is een bestuurslaag in het regentschap Aceh Besar van de provincie Atjeh, Indonesië. Baroh telt 799 inwoners (volkstelling 2010).